# Испанизация
Испанизация (исп. Castellanización; Españolización; Hispanización) — процесс добровольного либо насильственного перехода на испанский язык и усвоения испанской культуры. В самом испаноязычном мире различаются два близких, но достаточно чётко разграниченных понятия: кастильянизация — первичная испанизация начала колониального периода, и латиноамериканизация — вторичная испанизация в странах Нового Света. В ходе кастилизации произошло знакомство автохтонных народов (майя, кечуа, аймара и т. д.) с испанским языком и культурой, и развернулась активная метисация. В ходе колонизации, и особенно после получения независимости от Испании, каждая из испано-американских стран постепенно приобрела свой этнодемографический колорит, мало связанный с современной Испанией. В ходе латиноамериканизации эти испаноязычные субкультуры оказывают влияние на другие регионы. Так, во второй половине XX века произошла активная латиноамериканизация Майями кубинскими эмигрантами, а Хьюстона и Лос-Анджелеса — мексиканскими (мексиканизация). В отличие от предыдущих волн иммиграции, свыше 75 % латиноамериканских иммигрантов в США сохраняют испанский язык в той или иной мере.

## Терминология
Термин «испанизация» имеет различные значения, такие как:
- Лингвистическая испанизация, когда слово из иностранного языка модифицируется, чтобы адаптироваться к испанскому языку[1]. Тогда говорят, что слово испанизировано или кастильизировано.
- Культурная испанизация, когда населения страны или региона частично или полностью переняло испанскую культуру. Нередко при этом для продвижения испанской культуры дискредитируются другие культуры, в первую очередь культуры меньшинств, как, якобы, устаревшие и старомодные.
- Империалистическая испанизация, когда Испанская империя подчинила себе коренные народы Нового Света, в результате чего они в значительной степени отказались от своих языков, традиций и культур. См. Испанская колонизация Америки.
- Языковая испанизация, когда преподавание испанского языка поощряется, а изучение других, в первую очередь языков меньшинств, затрудняется.
- Политическая испанизация, когда культура используется как политический флаг, чтобы общество поддерживало определённую политическую группу.

В испанском языке, как правило, термин «испанизация» (исп. hispanización) отличают от «эспаньолизации» (исп. españolización), производное от «эспаньол» (исп. español), которое обычно понимается как относящееся ко всей Испании.

## Лингвистическая испанизация
На протяжении столетий многие слова различного происхождения стали испаноязычными или кастильизированными вследствие культурной ассимиляции на испаноязычных территориях, как, например, слово «алькальд», происходящее от арабского «алькади», и «галлардо», которое этимологически происходит от французского «gaillard».

## Испанизация в Испании
В Испании термин «испанизация» может относиться к культурной и языковой абсорбции гуанчей, коренных жителей Канарских островов, захваченных испанцами в XV веке.
Он относительно редко используется в качестве синонима кастильянизации (исп. castellanización), то есть исторического процесса, в ходе которого носители языков испанских меньшинств, таких как каталонский, баскский, галисийский, астурлеонский и арагонский, лингвистически ассимилируются и постепенно отказываются от своего языка в пользу испанского. Поскольку часть этих языков имеют официальный статус вместе с кастильским испанским, предпочтительнее использовать термин кастильянизация.
Мориски (испанские мусульмане, вынужденно принявшие христианство после падения мусульманских государств Пиренейского полуострова, но продолжавшие жить отдельными общинами) в XVI веке подверглись интенсивной насильственной испанизации. После обращения всем им дали испанские имена, под которыми они были известны во всех официальных документах (хотя в частном порядке они, вероятно, продолжали использовать арабские имена). В 1567 году Филипп II Испанский издал королевский указ, запрещающий морискам использовать арабский язык во всех случаях, официальных и неформальных, в устной и письменной речи. Использование арабского языка в любом смысле этого слова было бы расценено как преступление. Им дали три года на изучение «христианского» языка, после чего они должны были избавиться от всех арабских письменных материалов. Неизвестно, сколько морисков выполнили указ и уничтожили принадлежащие им арабские книги и документы, а сколько сохранили их вопреки указу короля; известно, что указ вызвал одно из крупнейших восстаний морисков. В конечном счёте, у морисков было только два выхода: либо принять полную испаноязычность и отказаться от своей первоначальной идентичности, либо быть депортированными в Северную Африку.
В Испании в начале XVIII века, при короле Фелипе V, началась политика кастильянизации, теперь направленная уже на национальные меньшинства (баски, каталонцы, галисийцы и прочие), как следствие, вытеснение местных языков в процессе построения централизованной и единой нации с кастильской матрицей. Эта политика, проводимая до начала XX века и восстановленная в период диктатур Мигеля Примо де Риверы и Франсиско Франко, оформилась в создании централизованных государственных структур, в мобилизации психосоциальных механизмов, благоприятствующих распространению кастильского языка, и в ряде правовых мер по навязыванию и распространению национального языка. Однако распространение кастильского языка не вышло за пределы тех не говорящих по-испански представителей высших слоёв, аристократии и буржуазии, которые предпочитали использовать более социально престижный язык власти, а их сферами деятельности были военная служба, администрация и правосудие, наука, культура и пресса. В частной сфере и в межличностных отношениях по-прежнему преобладали местные языки и диалекты. Распространению кастильского языка среди большинства не говорящего по-кастильски населения через основной возможный путь — школу — препятствовало недостаточное распространение школьного образования и низкий уровень экономики (что превращало посещение школы в роскошь), а также серьёзные структурные недостатки самой испанской школы.
Первая национальная перепись 1860 года показала что доля умевших читать и писать — тех, кого можно считать грамотными по современным критериям — достигла лишь 19,9 %, доля тех, кто умел только читать, составляла 4,5 %. В начале XX века доля неграмотных в Испании всё ещё составляла 60 % . Во второй половине XX века, когда преподавание во франкистской Испании велось исключительно на кастильском языке, активизация миграции, благоприятствовавшая контактам между кастильскоязычными и прочими языковыми группами, а также социальные, экономические и культурные изменений в 1960-е и 1970-е годы, кастильский язык стал языком знаний и часто основным языком населения, уже получившего массовое образование (в конце 1970-х годов все испанцы от 6 до 12 лет считалось образованным). В этом смысле показательно замечание лингвиста Жуана Куруминаса о распространении кастильского языка в Каталонии до повсеместного распространения грамотности на кастильском, навязанном франкизмом: «Наиболее образованные говорят по-кастильски с сильным и безошибочным акцентом, а остальные понятно, что используют его только при работе и очень часто в очень неправильной форме; остаётся ещё немало, не менее 20 %, в основном женщин, которые не умеют говорить на нём, и около 5 % (в отдалённых районах), которые едва его понимают»
В условиях широкого распространения кастильского как национального языка рост периферийных национализмов и движений в защиту своего собственного языка и культуры в конце XIX века способствовали сохранению других языков Испании и препятствовали процессу языкового замещения местных языков кастильским.

## Испанизация Америки
В Америке термин «испанизация» также используется для обозначения насаждения испанского языка в бывших испанских колониях и его принятия коренными народами. Этот процесс начался в конце XV века, одновременно с завоеванием испанцами Центральной и Южной Америк и возникновением Испанской империи. Все эти территории были испанизированы; однако там всё ещё есть много людей, которые придерживаются своей культуры, берущей начало у коренных народов Америки. До недавнего времени кастильянизация была официальной политикой правительств многих стран Испанской Америки. Лишь недавно в значительной степени появились программы межкультурного билингвального образования. То же самое происходит и с европейским населением неиспанского происхождения, например, с потомками итальянских и немецких эмигрантов в Чили и Венесуэле; это добровольно, поскольку некоторые из них до сих пор говорят на своих родных языках.

## Испанизация Филиппин
Филиппинский архипелаг находился под властью Испании с 1565 по 1898 годы, вначале как генерал-капитанство Новой Испании, затем как провинция Испании. С конца XVI века испаноязычная культура безудержно влияла на формирующуюся филиппинскую культуру, заложив основы современного филиппинского народа. Выросшая под австронезийским и иберийским влиянием, современная филиппинская культура во многом представляет собой смесь восточных и западных (в основном испанских) традиций. Хотя большинство филиппинцев по-прежнему в основном говорят на австронезийских языках, в филиппинских языках есть тысячи испанских заимствований. Кроме того, некоторые филиппинцы на юго-западе островов говорят на испанском креольском языке, известном как чабакано.

## Испанизация США
Благодаря большому количеству эмигрантов из Испанской Америки испанский является самым распространённым неанглийским языком, на котором в США говорят дома. По данным Бюро переписи населения США за 2019 год, на испанском языке дома говорят 41,8 миллиона человек в возрасте от пяти лет и старше, что более чем в два раза больше, чем в 1990 году. В то же время испанский постепенно вытесняется английским. В период с 2000 по 2015 год доля латиноамериканцев, говорящих дома по-испански, снизилась с 78 до 73 % Доля латиноамериканцев очень высока в некоторых частях Техаса и Нью-Мексико, а также вдоль американо-мексиканской границы, где испаноязычные проживали со времён испанского завоевания и колонизации в XVII и XVIII веках, превышая 90 % в некоторых городах, например, в Ларедо (Техас), Ногалес (Аризона), Коачелла (Калифорния).
Некоторые города, в которых ранее преобладало англоязычное население, с тех пор стали преимущественно латиноамериканскими, например, Майами (латиноамериканское большинство к 1970-м годам) и Сан-Антонио (латиноамериканское большинство к 1980-м годам).